# Poker menteur (Prison Break)
Poker menteur est le dix-huitième épisode du feuilleton télévisé Prison Break. 

## Résumé
Transféré dans la section psychiatrique, Michael sollicite immédiatement l'aide d'Haywire mais celui-ci ne se souvient pas de lui. Sa mémoire est bloquée par les médicaments que lui administrent les médecins. Michael essaie alors continuellement de la réveiller. Désespérant de ne pas reconstituer sa carte, il conduit Haywire dans une pièce isolée et lui enfonce son doigt dans la bouche pour lui faire vomir les pilules qu'il venait d'avaler. Puis, il lui dévoile ses tatouages. 
Lincoln reçoit un appel téléphonique de Veronica qui lui annonce que L.J. est accusé d'une tentative de meurtre en plus des assassinats de sa mère et de son beau-père. Apprenant que son fils refuse de coopérer avec elle, Lincoln demande à Veronica d'obtenir un moyen pour qu'il entre en contact avec son fils. Elle lui répond qu'elle va essayer mais que c'est hautement improbable qu'il soit autorisé à sortir pour voir L.J. 
Haywire vomissant régulièrement ses pilules se souvient désormais de Michael et de ses tatouages. Il informe toutefois Michael qu'il se rappelle que celui-ci l'a piégé. Il redessine le tatouage manquant sur un morceau de papier et refuse de le lui donner à moins que Michael lui explique son projet d'évasion. Michael lui révèle que l'évasion doit débuter à partir de la cave de la section psychiatrique. Le soir venu, Haywire utilise l'une des copies qu'il a faites du tatouage et s'évade de sa chambre. Cependant, à la minute où il ouvre la porte de la cave, l'alarme se déclenche. Haywire se retourne brusquement et réalise aussitôt que Michael l'a piégé une fois de plus. De sa chambre, celui-ci observe la scène en esquissant un sourire. 
Pendant ce temps, Bellick et son collègue Geary décident de mettre aux enchères la cellule de Michael et Sucre du fait de leur absence prolongée. Un acheteur intéressé remarquant que les toilettes fuient, Geary lui assure qu'elles seront réparées d'ici 24 heures. T-Bag en entendant cela, prévient sans tarder les autres membres de l'équipe. Quand C-Note apprend que la cellule a été adjugée à 250$, il se détend et prévient Geary qu'il peut lui proposer le double. Malheureusement, son plan pour récupérer l'argent de ses affaires « pharmaceutiques » échoue. Furieux de le voir fréquenter des « blancs » comme T-Bag, ses anciens partenaires (dont Trumpets) l'excluent de leur groupe. En dernier ressort, T-Bag mentionne: « kitchen game » (« le jeu de la cuisine »), une partie de cartes qui peut leur permettre de gagner assez d'argent pour racheter la cellule. C-Note et T-Bag font équipe à contre-cœur pour détourner les soupçons sur une éventuelle tricherie. Au cours de la partie, T-Bag laisse tomber accidentellement la carte qui était destinée à C-Note sur sa face visible. Suivant les règles, T-Bag ne peut pas retrier les cartes et doit distribuer à C-Note une autre carte. C-Note gagne la partie en prenant le risque de tout miser sur un coup de bluff. Après cette victoire, il remet à Geary les 500 dollars prévus. Toutefois, le gardien comprenant qu'il pourrait obtenir une somme plus élevée pour la cellule, lui rétorque que le prix a augmenté. C-Note prévient Westmoreland et lui demande avec réticence de lui céder sa montre pour couvrir la différence. Quand C-Note donne la montre à Geary, celui-ci lui révèle qu'il a déjà vendu la cellule pour 700 dollars.
Sara rend visite à Michael après que celui-ci a demandé à lui parler. Michael lui déclare que tous deux savent que sa place n'est pas en section psychiatrique. Mais Sara lui rappelle qu'à moins qu'il avoue au directeur qui lui a brûlé le dos, Pope le remettra en isolement et il finira de nouveau au même endroit. 
Mis au courant par Manche Sanchez du plan de Lincoln et Sucre, Michael raconte au directeur que c'est un gardien nommé Geary qui est responsable de sa brûlure. Pope part immédiatement fouiller le casier de Geary et découvre l'argent des enchères, la montre de Westmoreland et un uniforme avec une manche brûlée (grâce à l'intervention de Manche Sanchez). L'accusation de Michael n'étant pas en remise en question par Pope, Geary est par conséquent mis à la porte sur le champ. Michael sort de la section psychiatrique et réintègre le quartier « gen pop » (« population générale ») de la prison où il redonne à Westmoreland sa montre.
Nick est approché par un homme dans un magasin de téléphonie. L'homme lui rappelle leur accord et qu'il doit lui rapporter tout ce qu'il sait sur l'affaire Burrows et sur les faits et gestes de Veronica. Plus tard, Nick secrètement et à contre-cœur informe quelqu'un au téléphone que Veronica est avec lui et qu'il se trouvent à ce moment même dans son appartement. 
Après avoir été écarté par Brinker, Kellerman rend visite à Caroline Reynolds, ils sont d'accord sur le fait que Lincoln Burrows doit être éliminé. 
Lincoln obtient finalement une autorisation spéciale pour rendre visite à son fils. Pope lui affirme que c'est la première fois qu'il voit ce genre de requête être acceptée. Il pense que même les avocats de Lincoln ne peuvent être aussi bons. Il le prévient qu'il sera très surveillé tout au long du chemin. Puis, le van où Lincoln a pris place sort de la prison de Fox River. Au cours du chemin et alors qu'il s'approche d'une intersection, il est violemment percuté par un camion qui poursuit sa route sans même ralentir. L'épisode se termine sur l'image du van renversé.

## Informations complémentaires

### Chronologie
- Les évènements de cet épisode se déroulent du 19 au 26 mai.

### Culture
- Pendant la scène entre Kellerman et l'agent Brinker, on entend la chanson Share The Land par Guess Who par l'auto-radio de la voiture de Kellerman.

- Le programme qui passe à la télévision au moment où Haywire se rappelle la première fois du « path » (« chemin ») est le documentaire réalisé par Luc Jacquet: La Marche de l'empereur, avec Morgan Freeman pour narrateur aux États-Unis.

- Kitchen game

### Erreurs
- Quand C-note joue au poker, le joueur en face de lui ("Jésus") a dans sa main 2 cartes identiques (7 de pique) ce qui est impossible.
- Charles Westmorland, alias D.B. Cooper, donne un billet de 100$ à T-Bag pour qu'il puisse accéder à la table de poker. Ce même billet était dans la bible qu'il avait donné à Michael plus tôt dans la saison pour lui prouver qu'il était D.B. Cooper (grâce au numéro de série). Dans la réalité, D.B. Cooper a demandé sa rançon de 200 000$ en coupures de 20.
- En regardant de plus près le billet de 100 $ donné par Westmorland, T-Bag révèle qu'il a été imprimé en 1972. Or, D.B. Cooper (alias Westmorland) a commis son crime en 1971. Il n'a donc pas pu être en possession d'un billet imprimé un an plus tard.
- Quand le directeur, Henry Pope, fouille le casier de Geary, il y découvre la montre en or de Charles Westmoreland. Le directeur demande par la suite à Geary: "Depuis quand vous vous appelez Charles ?, Et depuis quand votre père s'appelle Ann". Or il est impossible que le père de Charles s'appelle Ann car ce dernier dira à Michael dans l'épisode: "Un de trop" que son père et lui avait le même le même nom. Ann est en fait la fille Charles Westmoreland alias D.B Cooper comme le certifira ce dernier dans l'épisode: "Le grand soir".

### Divers
- Le titre de l'épisode original Bluff fait référence au numéro que joue Michael pour rester dans la section psychiatrique et obtenir l'aide d'Haywire (Charles Patoshik alias "Disjoncté" dans la version française) ainsi qu'au bluff de C-Note pour gagner la partie de poker.

- T-Bag est un expert en tricherie au poker.
- Finalement, Geary est le plus grand perdant de la "partie de poker menteur" de l'épisode car, après avoir extorqué les détenus dont C-Note et Westmorland, il perd la partie, victime d'un coup monté de Michael.